# صموئيل هايوود
صموئيل هايوود هو سياسي أمريكي، ولد في 16 نوفمبر 1833، وتوفي في 9 مايو 1903.